# 桃園市立圖書館兒童玩具圖書館
桃園市立圖書館兒童玩具圖書館位於臺灣桃園市八德區，為桃園市立圖書館的一座分館，於2021年4月4日開始試營運。兒童玩具圖書館位於大湳森林公園內；大湳森林公園前身是國軍大湳營區，2017年國軍與警政署保一總隊陸續撤出，玩具圖書館即由桃園市政府利用營區舊房舍由建築活化而成，館藏約15,000冊書籍，遊戲區約600組玩具以及5大類數位互動設施。

## 建築與設施
桃園市立圖書館兒童玩具館由7棟舊營區建築構成，佔地2千餘平方公尺。共有10個區域：Ａ區展覽館（玩具展覽互動區）、Ｂ區玩具修復站、Ｂ區二手玩具交換區、Ｃ區DIY工作坊（手作室）、Ｄ區積木主題區（積木及桌遊展覽暨體驗）、Ｅ區親子遊戲區（遊戲空間）、Ｆ區STEAM體驗區（遊戲空間）、Ｇ區繪圖體驗區（繪圖空間）、Ｈ區互動體驗區（生態展覽暨互動空間）、Ｉ區生態工作坊（手作室、小演講廳）、Ｊ區圖書區（圖書館、故事舞台）。